# Вольненське сільське поселення (Адигея)
Вільненська сільське поселення — муніципальне утворення в складі Кошехабльського району Республіки Адигея Росії.
Адміністративний центр — село Вольне.

## Населені пункти
- село Вольне
- хутір Кармоліно-Гідроїцький
- хутір Шелковников